# Ferenc Erkel
Ferenc Erkel (în maghiară Erkel Ferenc pronunție în maghiară [ˈɛrkɛl ˈfɛrɛnt͡s], în germană Franz Erkel; n. 7 noiembrie 1810, Jula, Békés, Ungaria – d. 15 iunie 1893, Budapesta, Austro-Ungaria) a fost compozitor, dirijor și pianist maghiar. Este considerat părintele operei maghiare, scrisă în principal pe teme istorice, operele sale fiind încă interpretate adesea în Ungaria. A compus, de asemenea, muzica imnului național al Ungariei, Himnusz, adoptat în 1844. A murit la Budapesta.

## Imnul național maghiar
Poemul conține opt strofe, dar este redus la prima în cadrul evenimentelor oficiale. 
Doamne, binecuvântează-l pe maghiar
Cu bunăvoie, cu belșug,
Întinde asupra-i braț păzitor,

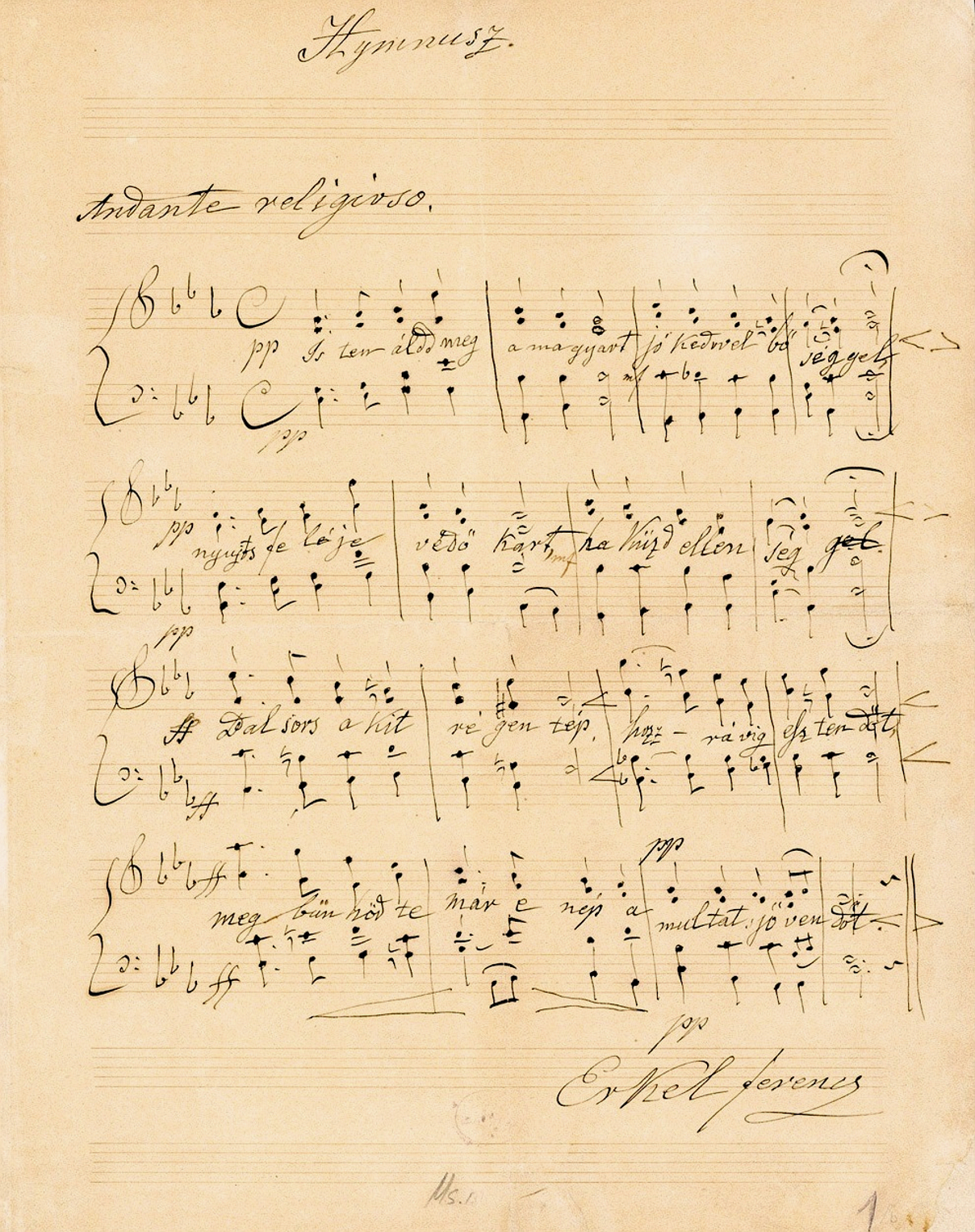
Partitură originală

Dacă se luptă cu cei potrivnici lui;
De soarta rea el este mistuit demult,
Adu asupra-i un an vesel,
A ispășit deja acest popor
Trecut și viitor!

## Biografie
Ferenc Erkel s-a născut la Gyula, într-o familie de șvabi dunăreni, fiind fiul lui Joseph Erkel, muzician. Mama sa a fost Klára Ruttkay din Ungaria. Libretele primelor sale trei opere au fost scrise de Béni Egressy. Pe lângă operele sale, pentru care este cel mai bine cunoscut, a scris piese pentru pian și cor, precum și o maiestuoasă Uvertură de sărbătoare. L-a întâlnit pe Hector Berlioz cu melodia Marșul Rákóczi, pe care Berlioz a folosit-o în Damnarea lui Faust. 
A condus Orchestra Filarmonicii din Budapesta (fondată în 1853). De asemenea, a fost director și profesor de pian al Academiei de Muzică din Ungaria până în 1886. În 1884 a fost deschisă Opera Ungară de Stat din Budapesta, devenind directorul muzical al acesteia.
În 1839, s-a căsătorit cu Adél Adlers. Patru dintre fiii lui au participat la compunerea operelor sale ulterioare: Gyula (4 iulie 1842, Pest  –  22 martie 1909, Újpest), Elek (2 noiembrie 1843, Pest  –  10 iunie 1893, Budapesta), László (9 aprilie 1844, Pest  –  3 decembrie 1896, Pozsony / Bratislava) și Sándor (2 ianuarie 1846, Pest  –  14 octombrie 1900, Békéscsaba).

## În cultura populară
- Erkel a fost, de asemenea, un jucător de șah recunoscut pe plan internațional și fondator al Pesti Sakk-kör (Clubul de Șah din Budapesta).
- Un departament al Operei a fost înființat în 1911 la Budapesta, care de asemenea interpretează opere, numit Erkel Színház (Teatrul Erkel) din 1953.
- A fost comemorat pe monedele de aur și argint emise de Banca Națională a Ungariei pentru aniversarea a 200 de ani de la nașterea sa.[12]

## Opere

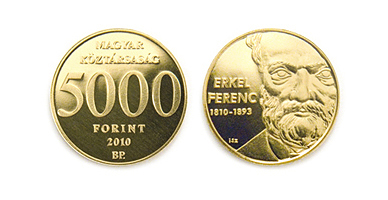
A 200-a aniversare a nașterii lui Ferenc Erkel, monedă memorială, Banca Națională a Ungariei, 2010, designer László Szlávics, Jr.

- Bátori Mária (1840, două acte; Mária Bátori este iubita lui László, fiul lui Coloman din Ungaria )
- Hunyadi László (1844, trei acte)
- Erzsébet (1857, trei acte, doar al doilea este de Erkel)
- Bánk bán (1861, trei acte, Bánk bán a fost un palatin al regelui Andrei al II-lea, palatin implicat în uciderea reginei Gertrud de Andechs)
- Sarolta (1862, trei acte)
- Dózsa György (1867, cinci acte)
- Brankovics György (1874, patru acte)
- Névtelen hősök (1880, "eroi fără nume", patru acte)
- István király (1885, "Regele Ștefan", patru acte)
- Kemény Simon (a rămas în fragmente, planificat să fie de trei acte)